# Gerli Padar
Gerli Padar, estonska pevka; * 6. november 1979, Haljala, Estonija.
Gerli Padarje s pesmijo Partners in crime zastopala Estonijo na Pesmi Evrovizije 2007, a se ni uvrstila v finale.
Gerli Padar je sestra Tanela Padarja, pevca, ki je skupaj z Davom Bentonom leta 2001 prinesel Estoniji prvo evrovizijsko zmago.